# Crash van de Nijmegen
Op 20 oktober 1948 (23.32 uur UTC) verongelukte een Lockheed L-049 Constellation van de Koninklijke Luchtvaart Maatschappij in de buurt van Glasgows Prestwick Airport. Hierbij kwamen alle 40 inzittenden om het leven. Het toestel droeg de naam Nijmegen en had registratienummer PH-TEN. Uit onderzoek bleek dat de bemanning, waarschijnlijk door onvolledige weersvoorspellingen en het gebruik van foutieve kaarten, in slecht weer terechtkwam en vervolgens afgeleid en gedesoriënteerd raakte.

## Achtergrond
Het vliegtuig werd bestuurd door K.D. Parmentier, een van de grootste vliegers uit de periode na de Tweede Wereldoorlog, op dat ogenblik hoofd vliegbedrijf bij de KLM. De co-piloot was Kevin Joseph O'Brien.
Oorspronkelijk zou de Nijmegen om 20.00 uur (CET) vertrekken van de luchthaven Schiphol, met als eindbestemming New York. Er was een tussenlanding gepland in op Prestwick Airport in Glasgow, met Shannon Airport in Ierland als alternatief indien Prestwick door slecht weer niet aan te vliegen zou zijn. De vlucht liep echter als gevolg van het laden van extra luchtvracht die bestemd was voor Keflavík in IJsland een uur vertraging op. Bovendien zou dit geresulteerd hebben in een extra tussenstop op IJsland. Het vliegtuig vertrok uiteindelijk om 21.10 uur van Schiphol en vloog via Flamborough Head en Carlisle naar Prestwick.
De weersvoorspelling die het KNMI aan Parmentier had verstrekt, meldde wat lichte bewolking boven Prestwick, maar gaf aan dat die waarschijnlijk verdwenen zou zijn tegen de tijd dat de Nijmegen daar aan zou komen. Dit was echter niet correct; de weerssituatie boven Prestwick verslechterde allengs, en daarenboven was het weer boven de alternatieve landingsplaats Shannon zo mogelijk nog slechter.
Parmentier dacht dat er op Prestwick een sterke zijwind stond, die met een kracht van zo'n 20 knopen (kracht 5 op de schaal van Beaufort) haaks op de hoofdlandingsbaan (baan 32) van Prestwick blies. Prestwick had een secundaire landingsbaan, de 26, die weliswaar recht op de wind stond, maar die niet voorzien was van een radionavigatiesysteem (ILS).
Tegen de tijd dat de Nijmegen Prestwick naderde motregende het, en bevond er zich een dicht wolkendek op zo'n 600 voet (180m), dat ook volgens de voorspellingen zou blijven hangen tot na de geschatte aankomsttijd van rond 23.00 uur. Door het verlate vertrek van het vliegtuig had men de radioboodschap die door de luchthaven van Prestwick daaromtrent was uitgestuurd gemist; als gevolg daarvan had Parmentier geen weet van de verslechtering van de weersituatie op Prestwick, en evenmin van het feit dat eerder die avond twee vliegtuigen van de SAS naar elders waren uitgeweken als gevolg van de slechte weersituatie boven Prestwick.
In de buurt van het vliegveld bevinden zich heuvels van meer dan 400 meter hoog. Op de kaarten die de bemanning tot zijn beschikking had stonden echter geen hoogtes boven 75 meter. Vijf kilometer ten noordoosten van de landingsbaan stonden bovendien enkele zendmasten van ruim 180 meter hoog. Enkele kilometers richting het binnenland liepen op 140 meter hoogte enkele hoogspanningskabels waarop 132 000 volt stond. Volgens de kaarten liepen deze kabels, onderdeel van het belangrijkste hoogspanningsnet in Zuid-Schotland, op 14 meter boven de grond.

## Het ongeluk

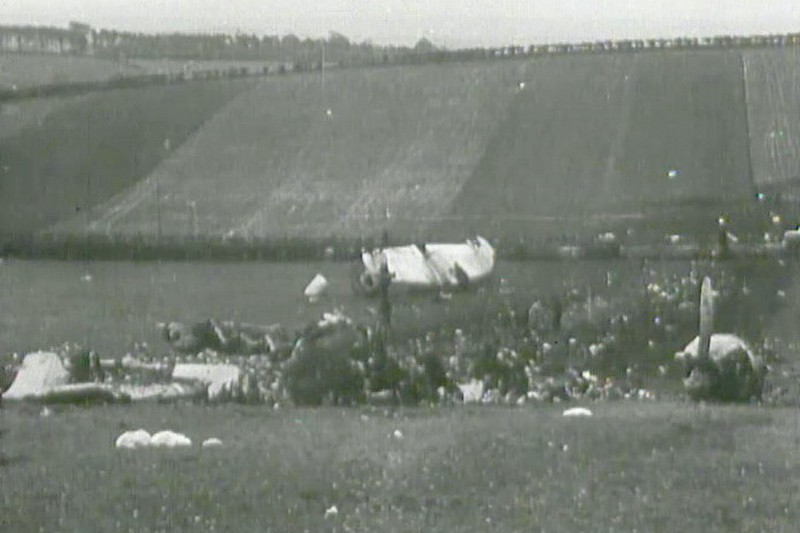
De plaats van het ongeluk

Kort voor 23.00 uur lokale tijd was er radiocontact tussen de Nijmegen en het vliegveld. De zijwind op de hoofdlandingsbaan was op dat moment in kracht gedaald tot 14 knopen, waardoor een landing in principe mogelijk was. Parmentier was hier echter niet van op de hoogte en wilde het radionavigatiesysteem van de hoofdbaan gebruiken voor zijn aanvliegroute. Hij wilde niet op de hoofdbaan landen, maar deze baan helemaal volgen en boven het eind van de hoofdbaan links afslaan, naar de andere landingsbaan. Omdat hij dan tegenwind zou hebben, zou hij ook deze baan helemaal volgen, aan het eind een draai van 180 graden maken en vervolgens landen. Omdat Parmentier verwachtte de landingsbanen te kunnen zien, zou zo'n manoeuvre relatief eenvoudig uit te voeren zijn.
Om 23.16 uur zond Prestwick een morsebericht uit met betrekking tot de slechte weerscondities. De Nijmegen was intussen echter overgegaan op mondelinge communicatie waardoor dit bericht niet ontvangen werd. Van het vliegveld had de Nijmegen het advies gekregen toch een landingspoging op de hoofdbaan te doen, maar op het laatste moment besloot Parmentier het oorspronkelijke plan uit te voeren. Hij volgde de hoofdbaan, klom terug naar een hoogte van 140 meter en klapte het landingsgestel uit. Ze vlogen op dat moment naar wat volgens Parmentier een paar mistflarden waren. In feite was dit de onderkant van het wolkendek dat op sommige plekken op niet meer dan 90 meter boven de grond hing. Omdat men verwachtte elk moment weer uit de mistbank te vliegen werd niet bijgehouden hoelang men al in de mistbank vloog, met andere woorden: hoe ver men inmiddels voorbij de landingsbaan was. Verborgen in de wolken hingen de hoogspanningskabels, veel hoger en inmiddels veel dichterbij dan de bemanning van de Nijmegen dacht. Ze vlogen er recht op af.
Toen Parmentier besefte dat hij de landingsbaan niet meer in zicht kreeg was het al te laat: de Nijmegen raakte de hoogspanningskabels en vloog in brand. De bemanning probeerde nog een noodlanding uit te voeren maar vloog daarbij tegen de heuvels - die eveneens veel hoger waren dan op de kaarten aangegeven stond.
Ten gevolge van onduidelijkheden over de verantwoordelijkheden van de diverse nooddiensten duurde het ruim anderhalf uur voor de nooddiensten de plaats van het ongeluk bereikten. Tegen die tijd waren nog slechts zes inzittenden in leven. Ook die zouden binnen 24 uur allemaal overlijden. Onder de slachtoffers bevonden zich Henk Veenendaal, technisch directeur van de KLM, en Bert Sas, generaal-majoor en militair attaché in Berlijn die de datum van de Duitse aanval op Nederland (Fall Gelb) doorgaf.

## Onderzoek

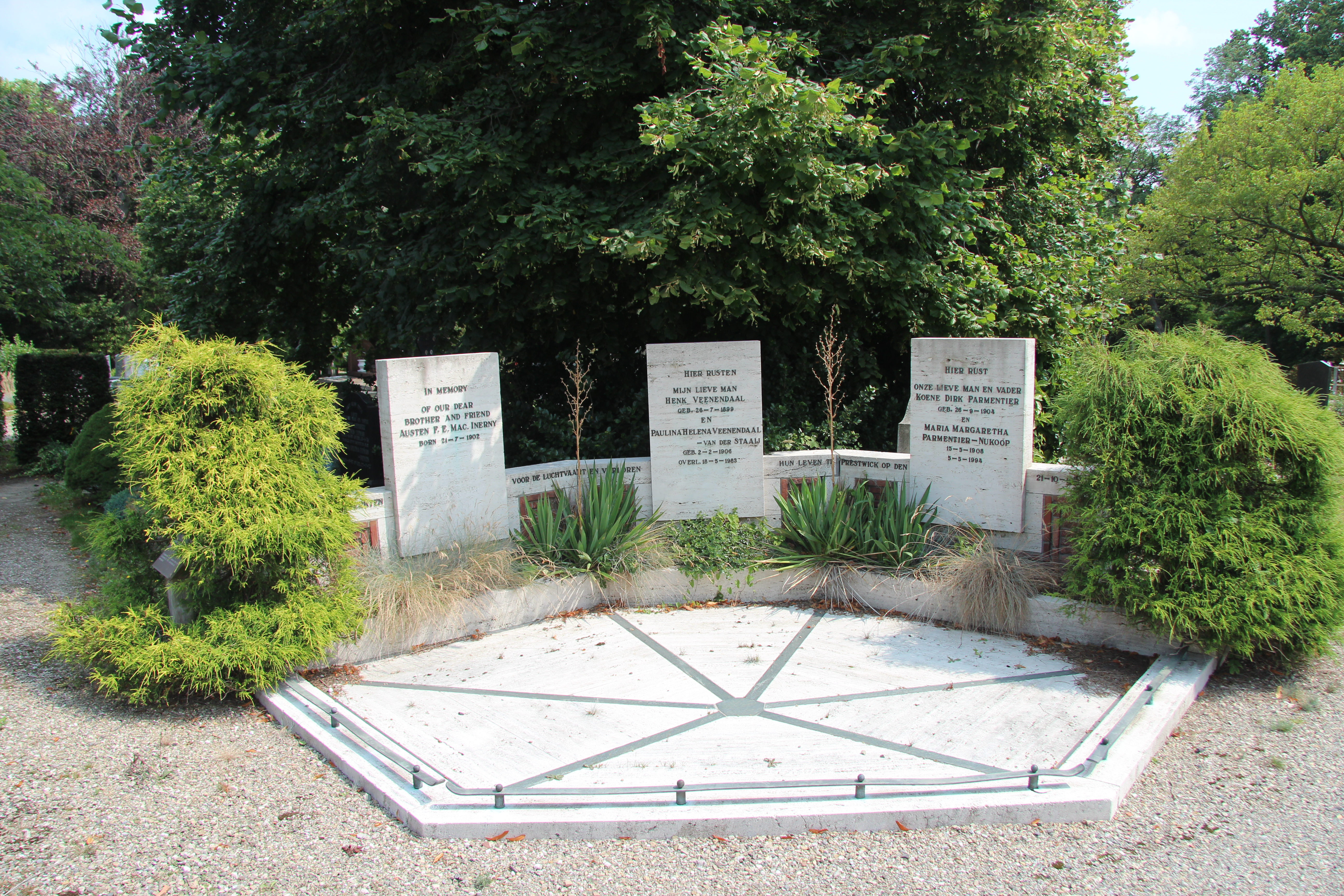
Monument op de begraafplaats Rhijnhof te Leiden

Uit het onderzoek naar het ongeval kwamen enkele factoren naar voren:
- het feit dat het vliegveld de Nijmegen niet van de verslechterde weercondities op de hoogte bracht;
- de omissie van de bemanning van de Nijmegen om na het oversteken van de landingsbaan bij te houden hoe ver ze al gevlogen hadden;
- de fouten in de officiële KLM-kaarten waar de bemanning van afhankelijk was. Het bleek dat deze kaarten gebaseerd waren op kaarten die de United States Air Force tijdens de Tweede Wereldoorlog gemaakt had. Bij nader onderzoek bleken ook deze kaarten niet juist te zijn. Het onderzoeksteam was verbijsterd dat de KLM had vertrouwd op Amerikaanse kaarten, terwijl gedetailleerde (en correcte) kaarten via de Britse Ordnance Survey gewoon beschikbaar waren.[6]

Uiteindelijk werden de volgende mogelijke oorzaken aangewezen:
1. Toen de piloot aan de manoeuvre voor zijn landing op landingsbaan 26 begon waren de weersomstandigheden al dusdanig slecht dat die manoeuvre eigenlijk niet uitgevoerd kon worden, maar omdat hij geen recente weersvoorspelling had ontvangen kon hij dit niet weten en hij kon dit niet persoonlijk beoordelen.
2. Hoewel de landing onder de gegeven weersomstandigheden met de grootste voorzichtigheid uitgevoerd zou moeten worden, kon het de piloot niet aangerekend worden dat hij aan de landingsprocedure begon.
3. Het ongeval werd veroorzaakt door het te ver doorvliegen aan de lijwaartse kant van baan 26.
4. Als er geen onbekende factoren meespeelden was het te ver doorvliegen een gevolg van een te trage reactie van de piloot na het verliezen van visueel contact met de landingsbaan.
5. Het is niet onmogelijk dat de afstand waarover doorgevlogen was, beïnvloed was door de heersende wind.[7]
6. De aanwezigheid van andere factoren als bedoeld onder 4 kon niet uitgesloten worden, maar er waren geen gegevens beschikbaar die onomstotelijk vaststelden dat zulke factoren bijgedragen hadden aan de verlengde vlucht op lage hoogte aan de lijwaartse kant van baan 26.